# Clermont (Ariège)
Pour les articles homonymes, voir Clermont.
Ne doit pas être confondu avec Clermont-Ferrand.
Clermont est une commune française, située dans le nord-ouest du département de l'Ariège en région Occitanie. Sur le plan historique et culturel, la commune fait partie du Couserans, pays aux racines gasconnes structuré par le cours du Salat.
Exposée à un climat océanique altéré, elle est drainée par le Pujol, le ruisseau paleté et par divers autres petits cours d'eau. Incluse dans le parc naturel régional des Pyrénées ariégeoises, la commune possède un patrimoine naturel remarquable composé de deux zones naturelles d'intérêt écologique, faunistique et floristique.
Clermont est une commune rurale qui compte 118 habitants en 2022, après avoir connu un pic de population de 391 habitants en 1846. Elle fait partie de l'aire d'attraction de Saint-Girons. Ses habitants sont appelés les Clermontois ou Clermontoises.

## Géographie

### Localisation
- 1Carte dynamique
- 2Carte OpenStreetMap
- 3Carte topographique
- 4Carte avec les communes environnantes

La commune de Clermont se trouve dans le département de l'Ariège, en région Occitanie.
Elle se situe à 26 km à vol d'oiseau de Foix, préfecture du département, à 14 km de Saint-Girons, sous-préfecture, et à 11 km de La Bastide-de-Sérou, bureau centralisateur du canton du Couserans Est dont dépend la commune depuis 2015 pour les élections départementales.
La commune fait en outre partie du bassin de vie de Saint-Girons.
Les communes les plus proches sont : 
Montseron (3,0 km), Durban-sur-Arize (4,1 km), Rimont (5,1 km), Allières (5,3 km), Camarade (5,3 km), Castelnau-Durban (5,4 km), Le Mas-d'Azil (6,6 km), Montfa (6,8 km).
Sur le plan historique et culturel, Clermont fait partie du Couserans, pays aux racines gasconnes structuré par le cours du Salat (affluent de la Garonne), que rien ne prédisposait à rejoindre les anciennes dépendances du comté de Foix.
|         | Camarade | Le Mas-d'Azil |
| Lescure | Clermont |               |
|         | Rimont   | Montseron     |

### Géologie et relief
La commune est située dans les Pyrénées, une chaîne montagneuse jeune, érigée durant l'ère tertiaire (il y a 40 millions d'années environ), en même temps que les Alpes. Les terrains affleurants sur le territoire communal sont constitués de roches sédimentaires datant du Mésozoïque, anciennement appelé Ère secondaire, qui s'étend de −252,2 à −66,0 Ma. La structure détaillée des couches affleurantes est décrite dans la feuille « n°1056 - Le Mas d'Azil » de la carte géologique harmonisée au 1/50 000ème du département de l'Ariège, et sa notice associée.
La superficie cadastrale de la commune publiée par l’Insee, qui sert de références dans toutes les statistiques, est de 7,41 km2,. La superficie géographique, issue de la BD Topo, composante du Référentiel à grande échelle produit par l'IGN, est quant à elle de 7,46 km2. Son relief est relativement accidenté puisque la dénivelée maximale atteint 227 mètres. L'altitude du territoire varie entre 344 m et 571 m.

### Hydrographie

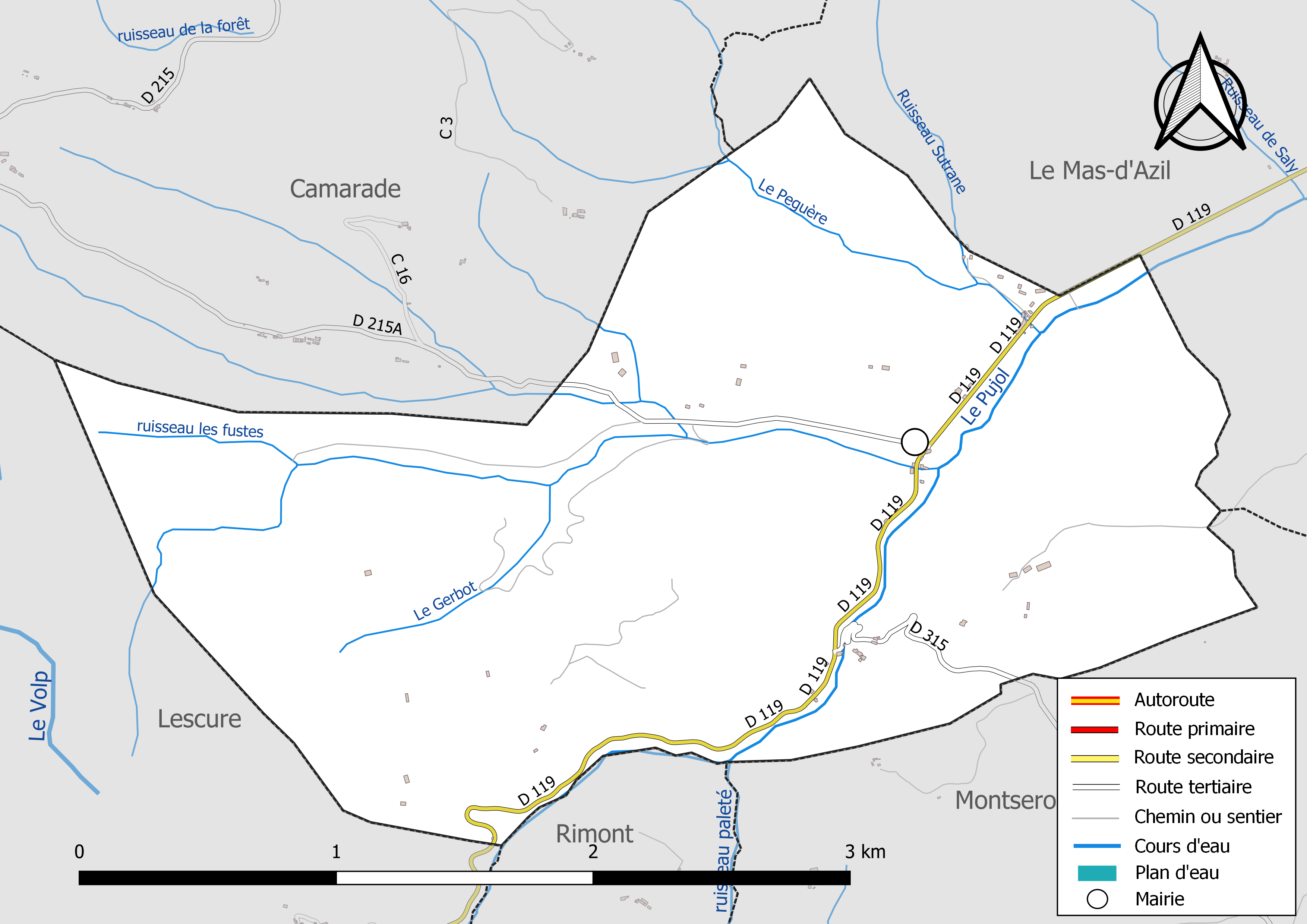
Réseaux hydrographique et routier de Clermont.

La commune est dans le bassin versant de la Garonne, au sein du bassin hydrographique Adour-Garonne. Elle est drainée par le Pujol, le ruisseau paleté, le Gerbot, le Peguère, le ruisseau les fustes, le ruisseau Sutrane et par divers petits cours d'eau, constituant un réseau hydrographique de 11 km de longueur totale,.

### Climat
Pour des articles plus généraux, voir Climat de l'Occitanie et Climat de l'Ariège.
En 2010, le climat de la commune est de type climat océanique altéré, selon une étude s'appuyant sur une série de données couvrant la période 1971-2000. En 2020, Météo-France publie une typologie des climats de la France métropolitaine dans laquelle la commune est exposée à un climat de montagne et est dans la région climatique Pyrénées centrales, caractérisée par une pluviométrie annuelle de 1 000 à 1 200 mm.
Pour la période 1971-2000, la température annuelle moyenne est de 12,1 °C, avec une amplitude thermique annuelle de 15 °C. Le cumul annuel moyen de précipitations est de 908 mm, avec 9,9 jours de précipitations en janvier et 6,6 jours en juillet. Pour la période 1991-2020, la température moyenne annuelle observée sur la station météorologique la plus proche, située sur la commune de La Bastide-de-Sérou à 11 km à vol d'oiseau, est de 11,9 °C et le cumul annuel moyen de précipitations est de 1 091,0 mm,. Pour l'avenir, les paramètres climatiques de la commune estimés pour 2050 selon différents scénarios d'émission de gaz à effet de serre sont consultables sur un site dédié publié par Météo-France en novembre 2022.

### Milieux naturels et biodiversité

#### Espaces protégés
La protection réglementaire est le mode d’intervention le plus fort pour préserver des espaces naturels remarquables et leur biodiversité associée,.
La commune fait partie du parc naturel régional des Pyrénées ariégeoises, créé en 2009 et d'une superficie de 245 973 ha, qui s'étend sur 138 communes du département. Ce territoire unit les plus hauts sommets aux frontières de l’Andorre et de l’Espagne (la Pique d'Estats, le mont Valier, etc) et les plus hautes vallées des avants-monts, jusqu’aux plissements du Plantaurel.

#### Zones naturelles d'intérêt écologique, faunistique et floristique
L’inventaire des zones naturelles d'intérêt écologique, faunistique et floristique (ZNIEFF) a pour objectif de réaliser une couverture des zones les plus intéressantes sur le plan écologique, essentiellement dans la perspective d’améliorer la connaissance du patrimoine naturel national et de fournir aux différents décideurs un outil d’aide à la prise en compte de l’environnement dans l’aménagement du territoire.
Une ZNIEFF de type 1 est recensée sur la commune :
les « collines de l'ouest du Séronais, du Mas-d'Azil à Saint-Lizier » (7 543 ha), couvrant 11 communes du département et une ZNIEFF de type 2, : 
les « coteaux de l'est du Saint-Gironnais » (15 037 ha), couvrant 18 communes du département.

Carte des ZNIEFF de type 1 et 2 à Clermont.
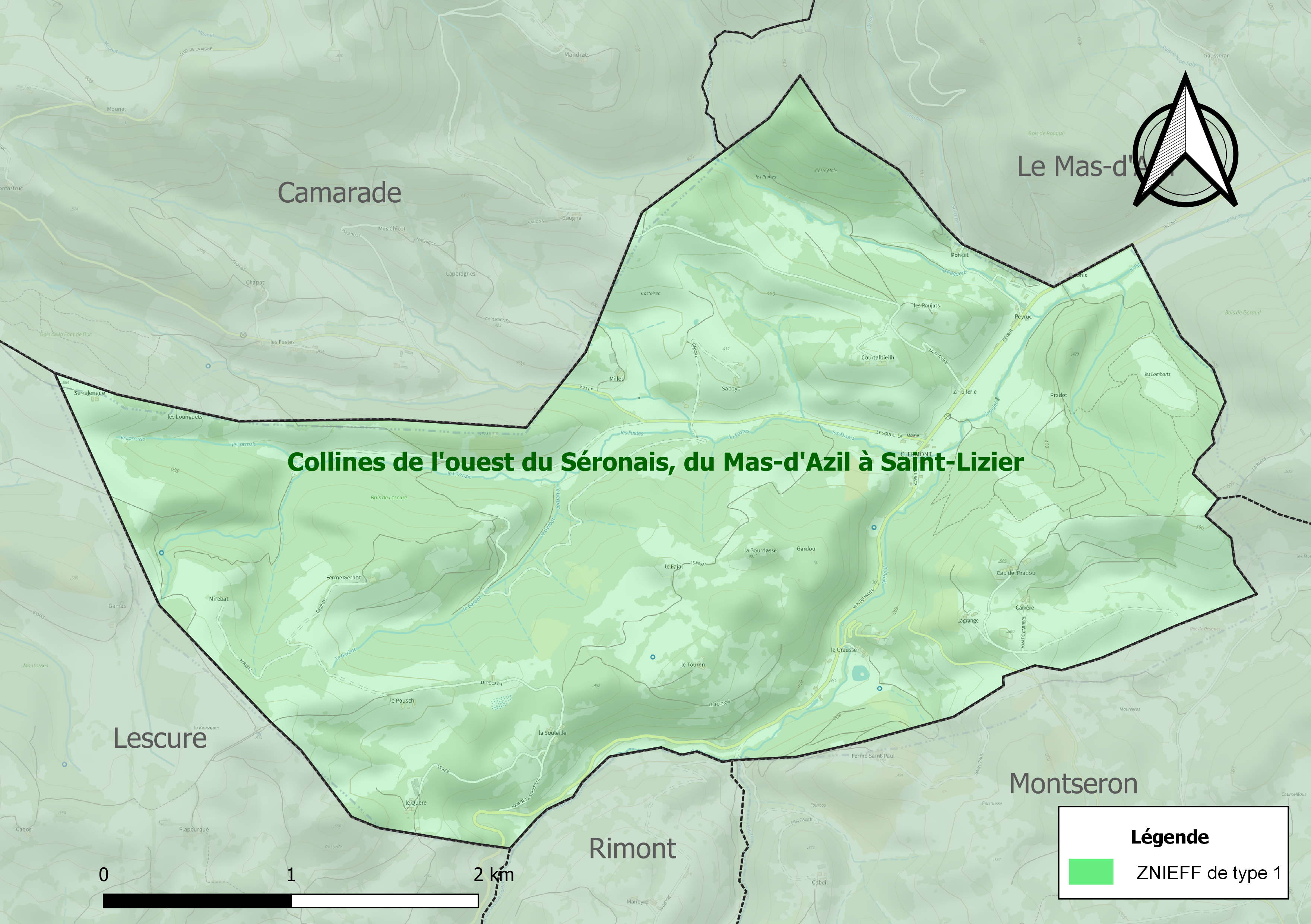
Carte de la ZNIEFF de type 1 sur la commune.
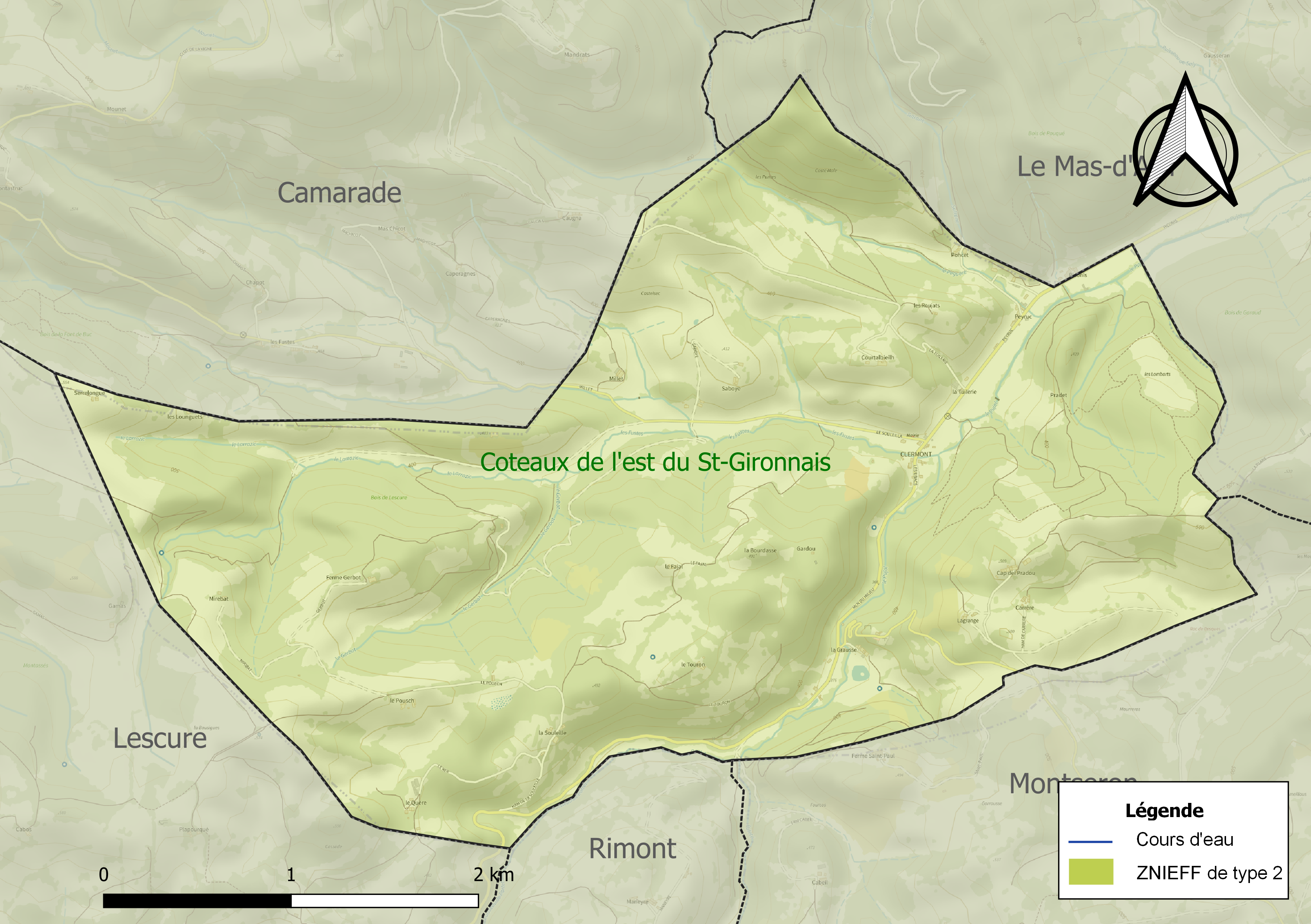
Carte de la ZNIEFF de type 2 sur la commune.

## Urbanisme

### Typologie
Au 1er janvier 2024, Clermont est catégorisée commune rurale à habitat très dispersé, selon la nouvelle grille communale de densité à 7 niveaux définie par l'Insee en 2022.
Elle est située hors unité urbaine. Par ailleurs la commune fait partie de l'aire d'attraction de Saint-Girons, dont elle est une commune de la couronne,. Cette aire, qui regroupe 70 communes, est catégorisée dans les aires de moins de 50 000 habitants,.

### Occupation des sols
L'occupation des sols de la commune, telle qu'elle ressort de la base de données européenne d’occupation biophysique des sols Corine Land Cover (CLC), est marquée par l'importance des forêts et milieux semi-naturels (59,7 % en 2018), une proportion identique à celle de 1990 (59,7 %). La répartition détaillée en 2018 est la suivante : 
forêts (43,6 %), prairies (27,9 %), milieux à végétation arbustive et/ou herbacée (16,1 %), zones agricoles hétérogènes (12,4 %). L'évolution de l’occupation des sols de la commune et de ses infrastructures peut être observée sur les différentes représentations cartographiques du territoire : la carte de Cassini (XVIIIe siècle), la carte d'état-major (1820-1866) et les cartes ou photos aériennes de l'IGN pour la période actuelle (1950 à aujourd'hui).

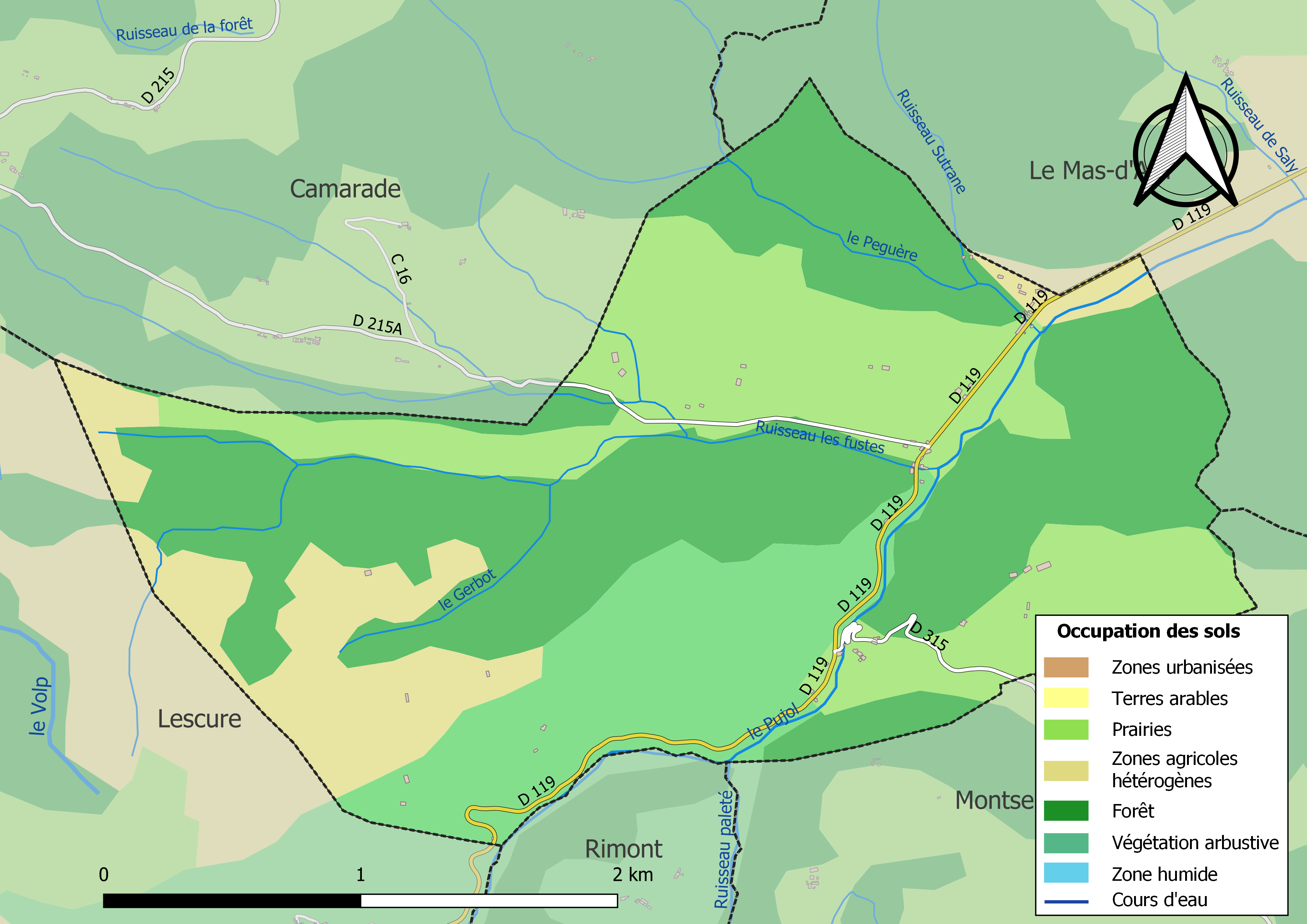
Carte des infrastructures et de l'occupation des sols de la commune en 2018 (CLC).

### Hameaux
Carrère, Peyruc, Roujats, la Souleille...

### Habitat et logement
En 2018, le nombre total de logements dans la commune était de 73, alors qu'il était de 64 en 2013 et de 63 en 2008.
Parmi ces logements, 68,2 % étaient des résidences principales, 20,7 % des résidences secondaires et 11,1 % des logements vacants. Ces logements étaient pour 85 % d'entre eux des maisons individuelles et pour 15 % des appartements.
Le tableau ci-dessous présente la typologie des logements à Clermont en 2018 en comparaison avec celle de l'Ariège et de la France entière. Une caractéristique marquante du parc de logements est ainsi une proportion de résidences secondaires et logements occasionnels (20,7 %) inférieure à celle du département (24,6 %) mais supérieure à celle de la France entière (9,7 %). Concernant le statut d'occupation de ces logements, 64,7 % des habitants de la commune sont propriétaires de leur logement (70,7 % en 2013), contre 66,3 % pour l'Ariège et 57,5 % pour la France entière.
| Typologie                                               | Clermont | Ariège | France entière |
| ------------------------------------------------------- | -------- | ------ | -------------- |
| Résidences principales (en %)                           | 68,2     | 65,7   | 82,1           |
| Résidences secondaires et logements occasionnels (en %) | 20,7     | 24,6   | 9,7            |
| Logements vacants (en %)                                | 11,1     | 9,7    | 8,2            |

### Risques majeurs
Le territoire de la commune de Clermont est vulnérable à différents aléas naturels : inondations, climatiques (grand froid ou canicule), feux de forêts, mouvements de terrains et séisme (sismicité modérée). Il est également exposé à un risque technologique, le transport de matières dangereuses,.

#### Risques naturels

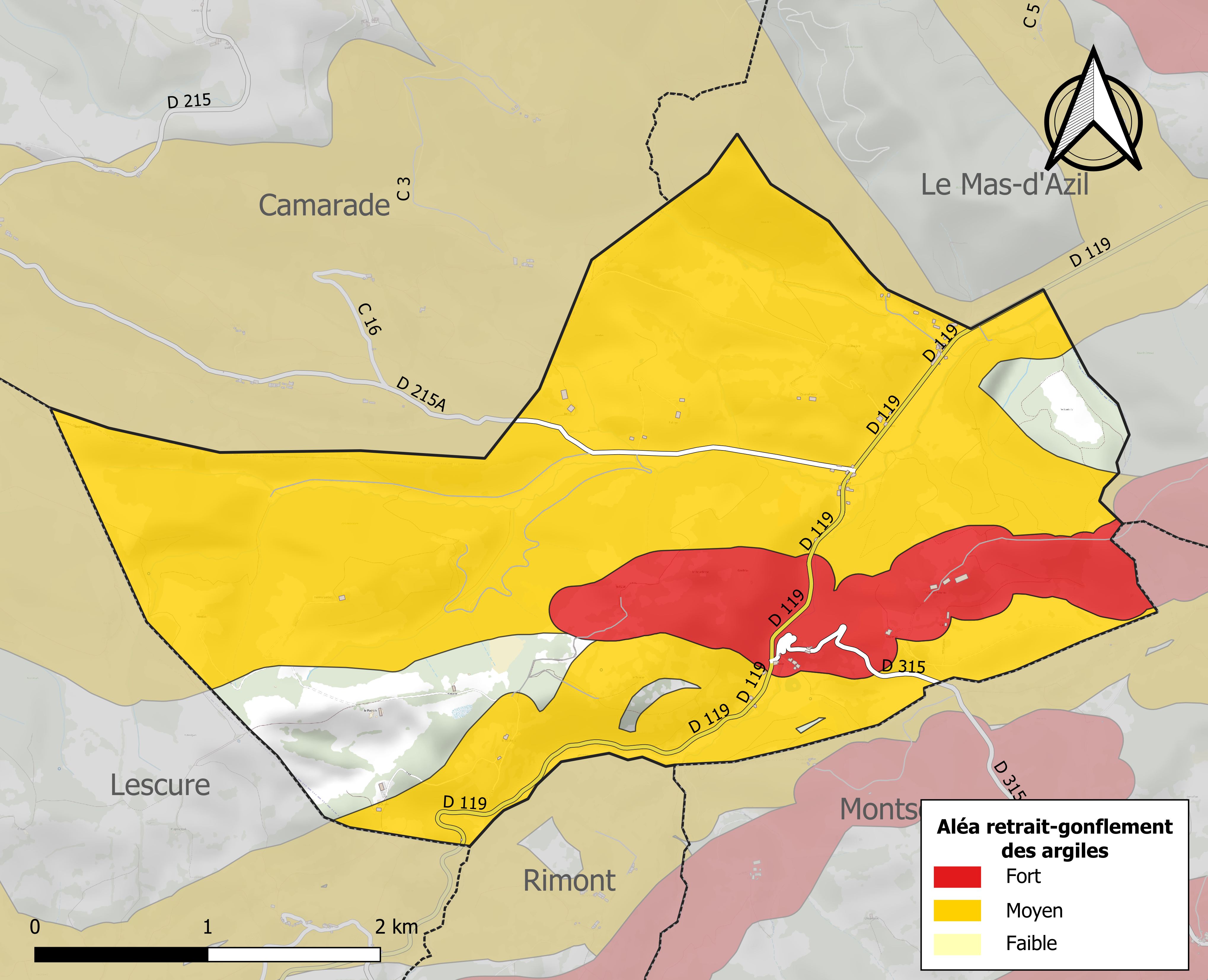
Zonage de l'aléa retrait-gonflement des argiles sur la commune de Clermont.

Certaines parties du territoire communal sont susceptibles d’être affectées par le risque d’inondation par débordement, crue torrentielle d'un cours d'eau, ou ruissellement d'un versant.
Les mouvements de terrains susceptibles de se produire sur la commune sont soit des chutes de blocs, soit des glissements de terrains, soit des effondrements liés à des cavités souterraines, soit des mouvements liés au retrait-gonflement des argiles. Près de 50 % de la superficie du département est concernée par l'aléa retrait-gonflement des argiles, dont la commune de Clermont. L'inventaire national des cavités souterraines permet par ailleurs de localiser celles situées sur la commune.

#### Risques technologiques
Le risque de transport de matières dangereuses par une infrastructure routière ou ferroviaire ou par une canalisation de transport de gaz concerne la commune. Un accident se produisant sur une telle infrastructure est en effet susceptible d’avoir des effets graves au bâti ou aux personnes jusqu’à 350 m, selon la nature du matériau transporté. Des dispositions d’urbanisme peuvent être préconisées en conséquence.

## Histoire
En 1492, Catherine de Navarre donne la seigneurie de Clermont à Arnaud de Castéras.
Le village est dévasté durant la deuxième guerre de Religion en 1568.

## Politique et administration

### Découpage territorial
La commune de Clermont est membre de la communauté de communes Couserans-Pyrénées, un établissement public de coopération intercommunale (EPCI) à fiscalité propre créé le 18 novembre 2016 dont le siège est à Saint-Lizier. Ce dernier est par ailleurs membre d'autres groupements intercommunaux.
Sur le plan administratif, elle est rattachée à l'arrondissement de Saint-Girons, au département de l'Ariège, en tant que circonscription administrative de l'État, et à la région Occitanie.
Sur le plan électoral, elle dépend du canton du Couserans Est pour l'élection des conseillers départementaux, depuis le redécoupage cantonal de 2014 entré en vigueur en 2015, et de la deuxième circonscription de l'Ariège  pour les élections législatives, depuis le redécoupage électoral de 1986.

### Liste des maires
| Période                                  | Période  | Identité     | Étiquette | Qualité   |
| ---------------------------------------- | -------- | ------------ | --------- | --------- |
| mars 2001                                | 2008     | Alex Mirouse | DVG       | Ingénieur |
| mars 2008                                | 2014     | Joël Dupuy   |           |           |
| mars 2014                                | En cours | Alex Mirouse | DVG       | Ingénieur |
| Les données manquantes sont à compléter. |          |              |           |           |

## Démographie
L'évolution du nombre d'habitants est connue à travers les recensements de la population effectués dans la commune depuis 1793. Pour les communes de moins de 10 000 habitants, une enquête de recensement portant sur toute la population est réalisée tous les cinq ans, les populations de référence des années intermédiaires étant quant à elles estimées par interpolation ou extrapolation. Pour la commune, le premier recensement exhaustif entrant dans le cadre du nouveau dispositif a été réalisé en 2006.

En 2022, la commune comptait 118 habitants, en évolution de +3,51 % par rapport à 2016 (Ariège : +1,48 %, France hors Mayotte : +2,11 %).
| 1793 | 1800 | 1806 | 1821 | 1831 | 1836 | 1841 | 1846 | 1851 |
| ---- | ---- | ---- | ---- | ---- | ---- | ---- | ---- | ---- |
| 295  | 242  | 346  | 373  | 355  | 357  | 359  | 391  | 377  |

| 1856 | 1861 | 1866 | 1872 | 1876 | 1881 | 1886 | 1891 | 1896 |
| ---- | ---- | ---- | ---- | ---- | ---- | ---- | ---- | ---- |
| 330  | 318  | 341  | 346  | 358  | 384  | 344  | 339  | 342  |

| 1901 | 1906 | 1911 | 1921 | 1926 | 1931 | 1936 | 1946 | 1954 |
| ---- | ---- | ---- | ---- | ---- | ---- | ---- | ---- | ---- |
| 300  | 232  | 247  | 202  | 190  | 167  | 154  | 152  | 135  |

| 1962 | 1968 | 1975 | 1982 | 1990 | 1999 | 2006 | 2011 | 2016 |
| ---- | ---- | ---- | ---- | ---- | ---- | ---- | ---- | ---- |
| 124  | 102  | 92   | 90   | 82   | 101  | 82   | 100  | 114  |

| 2021 | 2022 | - | - | - | - | - | - | - |
| ---- | ---- | - | - | - | - | - | - | - |
| 117  | 118  | - | - | - | - | - | - | - |

## Économie

### Emploi
| Division       | 2008  | 2013   | 2018   |
| -------------- | ----- | ------ | ------ |
| Commune        | 6,7 % | 13,3 % | 12,3 % |
| Département    | 8,9 % | 11,1 % | 11,2 % |
| France entière | 8,3 % | 10 %   | 10 %   |

En 2018, la population âgée de 15 à 64 ans s'élève à 64 personnes, parmi lesquelles on compte 84,6 % d'actifs (72,3 % ayant un emploi et 12,3 % de chômeurs) et 15,4 % d'inactifs,. En  2018, le taux de chômage communal (au sens du recensement) des 15-64 ans est supérieur à celui du département et de la France, alors qu'en 2008 la situation était inverse.
La commune fait partie de la couronne de l'aire d'attraction de Saint-Girons, du fait qu'au moins 15 % des actifs travaillent dans le pôle,. Elle compte 13 emplois en 2018, contre 18 en 2013 et 19 en 2008. Le nombre d'actifs ayant un emploi résidant dans la commune est de 46, soit un indicateur de concentration d'emploi de 27,4 % et un taux d'activité parmi les 15 ans ou plus de 64 %.
Sur ces 46 actifs de 15 ans ou plus ayant un emploi, 10 travaillent dans la commune, soit 21 % des habitants. Pour se rendre au travail, 87,2 % des habitants utilisent un véhicule personnel ou de fonction à quatre roues, 2,1 % s'y rendent en deux-roues, à vélo ou à pied et 10,6 % n'ont pas besoin de transport (travail au domicile).

### Activités hors agriculture

#### Secteurs d'activité
8 établissements sont implantés  à Clermont au 31 décembre 2019.
Le secteur de l'industrie manufacturière, des industries extractives et autres est prépondérant sur la commune puisqu'il représente 50 % du nombre total d'établissements de la commune (4 sur les 8 entreprises implantées  à Clermont), contre 12,9 % au niveau départemental.

#### Entreprises notables
- Croustades artisanales de Michel Mauret[46].
- Épicerie-pizza Le Souleilla[47].
- Chambres et table d'hôtes au "Château", lieu-dit La Grausse[48].

### Agriculture
|                                   | 1988 | 2000 | 2010 |
| --------------------------------- | ---- | ---- | ---- |
| Exploitations                     | 9    | 4    | 3    |
| Superficie agricole utilisée (ha) | 349  | 294  | 366  |

La commune fait partie de la petite région agricole dénommée « Région sous-pyrénéenne ». En 2010, l'orientation technico-économique de l'agriculture  sur la commune est l'élevage de bovins pour la viande. Trois exploitations agricoles ayant leur siège dans la commune sont dénombrées lors du recensement agricole de 2010 (neuf en 1988). La superficie agricole utilisée est de 366 ha.

## Culture locale et patrimoine

### Lieux et monuments
- Église de la Conversion-de-Saint-Paul de La Grausse, reconstruite et restaurée au XIXe siècle. Sa première mention date de 1308[52].
- Ruines du château de la Grausse, sur un petit plateau à 1 km au sud de Clermont.
- Four romain.
- Chemin gallo-romain

## Pour approfondir